# Oreochromis chungruruensis
Oreochromis chungruruensis är en fiskart som först beskrevs av Ahl 1924.  Oreochromis chungruruensis ingår i släktet Oreochromis och familjen Cichlidae. IUCN kategoriserar arten globalt som akut hotad. Inga underarter finns listade i Catalogue of Life.